# 亚历杭德罗·多明格斯 (墨西哥足球运动员)
亚历杭德罗·多明格斯（西班牙語：Alejandro Domínguez，1961年2月9日—），墨西哥男子足球运动员，司职中场。他曾代表墨西哥国家队参加1986年国际足联世界杯，结果队伍止步八强赛。